# بوليسلاف باناي
بوليسلاف باناي (17 مارس 1912 – 24 سبتمبر 1991) هو مبارز بالسيف بولندي راحل، مثّل بلاده في الألعاب الأولمبية الصيفية 1948.

## روابط خارجية
بوليسلاف باناي على موقع أوليمبيديا (الإنجليزية)
- بوليسلاف باناي على موقع اللجنة الأولمبية البولندية (مؤرشف) (البولندية)